# Samuel Richardson

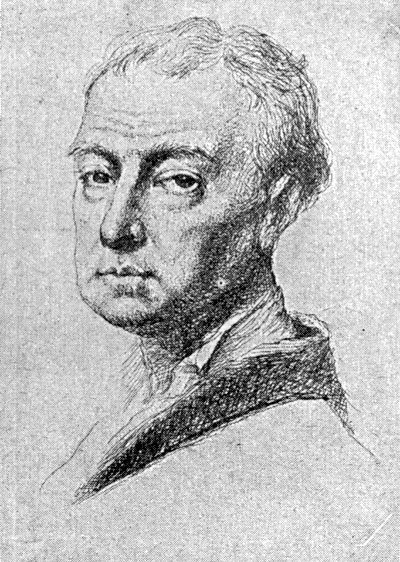
Samuel Richardson

Samuel Richardson, född 19 augusti 1689 i Mackworth i Derbyshire, död 4 juli 1761 i London, var en engelsk romanförfattare.

## Biografi
Samuel Richardson kan betraktas som den förste brittiske romanförfattaren, och han är känd för Pamela, en roman i brev- och dagboksform om den dygdiga tjänsteflickan Pamela Andrews. Detta tas ofta som den första kärleksromanen. Pamela parodierades omedelbart som Shamela i romanen An Apology for the Life of Mrs Shamela Andrews, skriven år 1741 av författaren Henry Fielding under pseudonym.
Hjälten, Lovelace, i romanen "Clarissa Harlowe" (1749), har blivit en mycket använd beteckning för en oemotståndligt älskvärd, men utsvävande och hänsynslös kvinnoerövrare.